# Lončatník guyanský

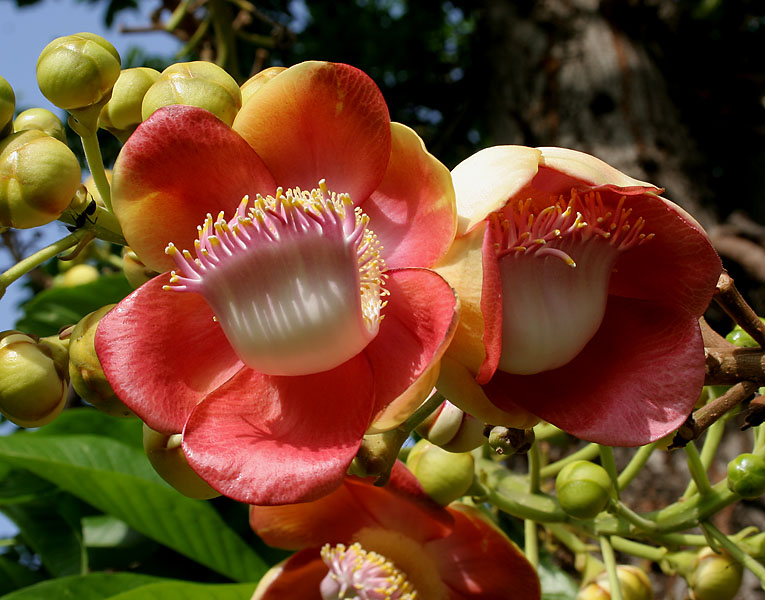
Detail květů lončatníku

Lončatník guyanský (Couroupita guianensis), známá též jako strom dělových koulí či dělový strom, je dřevina z čeledi hrnečníkovitých (Lecythidaceae).

## Popis
Neopadavý listnatý strom dorůstá výšky až 30-35 m. Náleží do stejné čeledi jako juvie ztepilá (Bertholletia excelsa), poskytující para ořechy. Strom je nápadný svými plody, upomínajícími na dělové koule, a také velkými růžově červenými květy. Tyto květy rostou na zkroucených povislých šlahounovitých větvích vyrůstajících přímo z kmene. Protože kvete téměř po celý rok, v tropech bývá lončatník pěstován jako okrasný strom. Pochází ze severních oblastí Jižní Ameriky a z jižního Karibiku, ale její více než dvoutisíciletý výskyt je dokázán také v Indii - tam bývá často vysazována u chrámů i díky tomu, že její květy připomínají hady (odtud přezdívka ´nagalingam´, evokující posvátného hada spojeného s Šivovým lingamem).
V kečuánštině se tato rostlina nazývá Ayahuma a je domorodými obyvateli používána jako léčivo na vysoký tlak, záněty, nádory a proti bolesti. Též se používá proti nachlazení, bolesti břicha, kožní problémy a zranění, malárii, a bolesti zubů. Jsou jí přisuzovány duchovní vlastnosti a někdy se používá jako příměs do ayahuascy. Laboratorní testy ukazují, že výtažky této rostliny mají antimikrobiální účinky a předcházejí vznikání biofilmů. 

## Zajímavosti
Lončatník guyanský je z nejasných příčin často nazýván Shorea robusta, což je ovšem zcela jiný strom z čeledi dvojkřídláčovité (česky damarovník obrovský).